# Washington Indoor 1973
Il Washington Indoor 1973 è stato un torneo di tennis giocato sul sintetico indoor. È stata la 2ª edizione del torneo che fa parte del World Championship Tennis 1973. Si è giocato a Washington negli Stati Uniti dal 19 al 25 marzo 1973.

## Campioni

### Singolare maschile
Tom Okker ha battuto in finale  Arthur Ashe con il punteggio di 6–3, 6–7, 7–6

### Doppio maschile
Tom Okker /  Marty Riessen hanno battuto in finale  Arthur Ashe /  Roscoe Tanner con il punteggio di 4–6, 7–6, 6–2